# Lars Lalin
Lars Samuel Lalin (1729 - Estocolm, 15 de desembre de 1785) fou un poeta i compositor suec. Fou mestre de cant del teatre Reial d'Estocolm i va escriure el ball d'espectacle Arciset Galatea i nombroses obres de circumstàncies, per les que va compondre la lletra i la música. A més, va escriure un poema sobre la salut i diversos llibrets d'òpera.